# Rusland op het Eurovisiesongfestival 1994
Rusland nam deel aan het Eurovisiesongfestival 1994 in Dublin, Ierland. Het was de 1ste deelname van het land op het Eurovisiesongfestival. RTR was verantwoordelijk voor de Russische bijdrage. De nationale finale werd gewonnen door Youddiph. Ze won de nationale selectie met het nummer Vechni stranik. Een opmerkelijk detail was dat ze haar kosten naar Ierland zelf heeft moeten bekostigen. Hierdoor zat ze na de finale in de schulden.

## Selectieprocedure
De nationale finale werd georganiseerd op 12 maart 1994 in de RTR-studio's in Moskou en werd gepresenteerd door Vadim Dolgachev.
In totaal zouden er 11 artiesten deelnemen aan de finale, maar 2 werden echter gediskwalificeerd voor finale.
De winnaar werd gekozen door een 16-koppige jury.

| Volgorde | Artiest                 | Lied                        | Componist              | Punten | Plaats |
| -------- | ----------------------- | --------------------------- | ---------------------- | ------ | ------ |
| 1        | Megapolis               | "Pushkin"                   | Oleg Nesterov          | 0      | 8      |
| 2        | Youddiph                | "Vechni stranik"            | Lev Zemlinski          | 9      | 1      |
| 3        | Andrey Misin            | "Rossiyskaya lirichetskaya" | Andrey Misin           | 4      | 3      |
| 4        | Tatyana Martsynkovskaya | "Raspyatiye"                | Sergey Streletskiy (m) | 1      | 5      |
| 5        | Sergey Penkin           | "Vspomni"                   | Sergey Fedorov (       | 1      | 5      |
| 6        | Nogu Svelo              | "Sibirskaya lyubov"         | M. Pokrovskiy          | 7      | 2      |
| 7        | Kvartal                 | "Prileti ko mne"            | Artur Pilyavin         | 1      | 5      |
| 8        | Alyssa Mon              | "Va-banque"                 | Alyssa Mon             | 0      | 8      |
| 9        | Elena Kirii             | "Devki pesni raspevayut"    | Sergey Martienko       | 3      | 4      |

## In Dublin
Tijdens de finale trad Rusland als 23ste aan van de 25 deelnemers. Ze eindigde na de puntentelling op de negende plaats met 70 punten.
België nam niet deel in 1994, Nederland had 5 punten over voor deze inzending.

### Gekregen punten

#### Finale
| 12 punten                         | 10 punten                         | 8 punten                        | 7 punten   | 6 punten                                        |
| --------------------------------- | --------------------------------- | ------------------------------- | ---------- | ----------------------------------------------- |
|                                   | - Polen                           |                                 |            | - Duitsland - Hongarije - Litouwen - Oostenrijk |
| 5 punten                          | 4 punten                          | 3 punten                        | 2 punten   | 1 punt                                          |
| - Nederland - Verenigd Koninkrijk | - Griekenland - Ierland - IJsland | - Cyprus - Noorwegen - Roemenië | - Portugal | - Estland - Frankrijk - Kroatië                 |

### Punten gegeven door Rusland

#### Finale
Punten gegeven in de finale:
| 12 punten | Ierland             |
| 10 punten | Frankrijk           |
| 8 punten  | Noorwegen           |
| 7 punten  | Duitsland           |
| 6 punten  | Polen               |
| 5 punten  | Verenigd Koninkrijk |
| 4 punten  | Portugal            |
| 3 punten  | Hongarije           |
| 2 punten  | Cyprus              |
| 1 punt    | IJsland             |

1994 · 1995 · 1996 · 1997 · 1998-1999 · 2000 · 2001 · 2002 · 2003 · 2004 · 2005 · 2006 · 2007 · 2008 · 2009 · 2010 · 2011 · 2012 · 2013 · 2014 · 2015 · 2016 · 2017 · 2018 · 2019 · 2020 · 2021 · 2022-2025